# Kevin Volans
Kevin Volans (Pietermaritzburg, 6 juli 1949) is een Zuid-Afrikaans-Ierse componist en muziekpedagoog.

## Levensloop
Volans studeerde aan de Universiteit van Witwatersrand in Johannesburg en behaalde zijn Bachelor of Music. Aansluitend deed hij een postgraduele studie aan de Universiteit van Aberdeen in Aberdeen, Schotland. In 1973 vertrok hij naar Duitsland en studeerde bij Karlheinz Stockhausen aan de Hochschule für Musik in Keulen. Later werd hij assistent van Stockhausen aan deze hogeschool en bleef in deze functie tot 1981. Tijdens deze periode kwam hij ook in contact met Walter Zimmermann en Clarence Barlow, die hem vertrouwd maakten met de muzikale beweging, die als Nieuwe eenvoudigheid bekend werd en invloed had op het begin van het zogenoemde postminimalisme.
In 1979 behoorde hij tot een kring van componisten in Europa, die als gevestigd kunnen betekend worden. In 1986 begon hij zijn heel productieve samenwerking met het Kronos Quartet en er zijn werken ontstaan zoals White Man Sleeps (1986), Hunting: Gathering (1987) en The Songlines (1988). Deze werken werden zowel voor dit kwartet geschreven als ook op de vooraanstaande festivals in de hele wereld uitgevoerd, zoals Salzburger Festspiele, Montreal Jazz Festival, Berliner Festwoche, Tokyo Inkspot, Adelaide Festival, Next Wave Festival (New York) en New Music America.
Van 1986 tot 1989 was hij huiscomponist aan de Queen's University Belfast in Belfast, Noord-Ierland. Daarna vertrok hij naar de Ierse Republiek en kreeg in 1994 de burgerlijke rechten van de republiek Ierland.
In de jaren 1990 begon hij zich voor muziek voor dans en ballet te interesseren en hij schreef muziek voor Britse balletgezelschappen.
Laatstelijk schreef hij werken voor orkest en andere grotere media en ook voor beeldend kunstenaars.

## Composities

### Werken voor orkest
- 1987 rev.1989 Into Darkness, voor klarinet, trompet, slagwerk (marimba, vibrafoon 1 of 2 spelers), piano, viool en cello
- 1991 One Hundred Frames
- 1997 Concerto, voor cello en orkest
- 1999 Double violin concerto, voor twee violen en orkest
- 2001 Concerto for Double Orchestra
- 2002 rev.2003 rev.2005 Strip-Weave, voor orkest
- 2005 Trio Concerto, voor viool, cello, piano en orkest
- 2006 Concerto Nr. 2, voor piano en orkest
- 2011 Concerto Nr. 3, voor piano en orkest

### Werken voor harmonieorkest
- 1984 Leaping Dance, voor harmonieorkest
- 1995 This Is How It Is – extract uit de opera "The Man With Footsoles of Wind", voor harmonieorkest
- 1995 Concerto, voor piano en harmonieorkest
- 1995 L'isle Joyeuse van Claude Debussy voor harmonie (3 fluiten (met piccolo), 2 klarinetten, contra-altklarinet, 3 basklarinetten, 2 fagotten, contrafagot, 4 hoorns, 2 trompetten, 3 trombones, 1 tuba, 2 slagwerkers en contrabas) bewerkt door Kevin Volans

### Muziektheater

#### Opera's
- 1990 Correspondences, dans-opera gebaseerd op het leven van de Indische wiskundige Srinivasa Ramanujan (1887-1920)
- 1988-1993 The Man with Footsoles of Wind, opera – libretto: Roger Clarke

#### Balletten
- 1990 Chevron – choreografie: Siobhan Davies
- 1992 Kneeling Dance, voor zes piano's
- 1996 5:4, voor slagwerk en geluidsband
- 1998 Wild Air
- 1999 Surface, voor klavecimbel en geluidsband (samen met: Juergen Simpson), elektronica

#### Andere toneelwerken
- 1995 Duets (samen met: Matteo Fargion) voor dans(groepen) en geluidsband
- 1997-1998 Things I Don't Know, voor dans(groepen) en geluidsband
- 2000-2001 Zeno at 4 am – theaterstuk – libretto: Jane Taylor
- 2002 Confessions of Zeno, – theaterstuk – libretto: Jane Taylor

### Werken voor koor
- 2000 One Day Fine, voor een groot koor en twee kleinere koren
- 2006 Glosa a lo Divino, 7 live (2 sopranen, alt, countertenor, 2 tenoren, bas) en 7 stemmen op geluidsband

### Vocale muziek
- 1970 2 Songs, voor sopraan en piano – tekst: Edward Estlin Cummings
- 1979 Delay in Glass, 2 zangers, Ierse harp, 2 piano's en geluidsband

### Kamermuziek
- 1982 White Man Sleeps, voor twee klavecimbels, viola da gamba en slagwerk
- 1984 Walking Song, voor fluit, klavecimbel vierhandige clappers/finger clickers
- 1986 Strijkkwartet Nr 1 – "White Man Sleeps"
- 1987 Movement, voor strijkkwartet
- 1987 Strijkkwartet Nr 2 – "Hunting:Gathering"
- 1988 rev.1993 Strijkkwartet Nr 3 – "The Songlines"
- 1990 rev.1994 Strijkkwartet Nr 4 – "The Ramanujan Notebooks"
- 1993 Wanting To Tell Stories, voor piano, klarinet, altviool en contrabas
- 1994 Strijkkwartet Nr 5 – "Dancers on a Plane", voor strijkkwartet en natuurlijke geluiden
- 1996 Untitled, voor piano solo en fluit, hobo, twee klarinetten, contra-altklarinet, twee fagotten en twee hoorns
- 2000 Strijkkwartet Nr 6
- 2002 Trumpet and String Quartet 1
- 2002 Trumpet and String Quartet 2
- 2002 1000 bars, voor piano duet, viool en cello
- 2002 Strijkkwartet Nr 7
- 2002 rev.2005 Piano Trio, voor viool, cello en piano
- 2003 Desert Steps, voor altviool, cello en 2 gitaren
- 2004 Strijkkwartet Nr 9 "Shiva Dances"
- 2004  double take, voor klarinet solo met begeleiding
- 2006 Strijkkwartet Nr 10
- 2006 Joining Up the Dots, voor 2 violen, altviool, cello, contrabas en 2 pianos

### Werken voor orgel
- 1984 Walking Song

### Werken voor piano
- 1976 rev.1985 Nine Beginnings, voor twee piano's
- 1976, rev.1981, rev.2005 monkey music
- 1981 rev.1992 Newer Music for Piano
- 1984 Leaping Dance, voor twee piano's
- 1992 Striding Dance
- 1994 Cicada, voor twee piano's
- 1996 March
- 2006 Shiva Dances, voor twee piano's

### Werken voor klavecimbel
- 1980 Matepe, voor twee klavecimbels

### Werken voor gitaar
- 1986/1995 White Man Sleeps, voor drie gitaren
- 2003 4 Guitars, voor 2 6-snaren en 2 Brahms gitaren

### Werken voor slagwerk
- 1979 Renewed Music/Reviewed Music, voor 6 slagwerkers
- 1985 She Who Sleeps with a Small Blanket
- 1997 Asanga
- 1997-1998 Akrodha
- 2003 Chakra, voor slagwerk-trio

### Elektronische muziek
- 1977-1979 Studies in Zulu History, voor quadrofonisch geluidsband
- 1979 Kwazulu Summer Landscape, voor quadrofonisch geluidsband met natuurlijke geluiden
- 1982 Cover Him With Grass voor geluidsband met natuurlijke geluiden

## Publicaties
- Kevin Volans: Summer Gardeners – Conversations with Composers, Matteo Fargion, London, Durban, 1985, ISBN 0 62008530 4
- Kevin Volans: Introduction to the music of Karlheinz Stockhausen, 12 pages, Univserity of Cape Town, 1976.
- Kevin Volans: Some aspects of Stockhausen's serial techniques, 40 pages, Cape Town, 1976.
- Kevin Volans: Towards a New African Music, 2 Papers: International Ethnomusicology Symposium, Durban, 1982.
- Kevin Volans: Functional Harmony and Tuning in African Music, 7 pages, Darmstadt: Internationale Ferienkurse fuer Neue Musik, 1984.